# Os Carrascos Também Morrem
Hangmen Also Die! (prt/bra: Os Carrascos Também Morrem) é um filme americano dirigido por Fritz Lang, lançado em 1943, e estrelado por Brian Donlevy e Walter Brennan. O filme é baseado no roteiro de Bertolt Brecht, em sua única contribuição para o cinema de Hollywood. A música foi composta por uma terceira celebridade, Hanns Eisler, que, assim como Lang e Brecht, teve que fugir da Alemanha Nazista.
O filme se passa em Praga nos dias seguintes à Operação Antropóide, o assassinato do líder nazista Reinhard Heydrich. Em forma de ficção, retrata a investigação e as represálias da Gestapo entre a população de Praga, a resistência desta e como o assassino tenta resistir à tentação de se entregar para poupar os reféns.

## Sinopse
Praga, Segunda Guerra Mundial. O Reichsprotektor Reinhard Heydrich, apelidado de “O Carrasco”, foi assassinado pelo Doutor Franticek Svoboda, membro da resistência tcheca. Ferido e perseguido pela Gestapo, é ajudado por uma jovem, Mascha Novotny, em cuja família rapidamente se refugia sob uma identidade falsa. Mas, através da repressão e para forçar o povo de Praga a denunciar o assassino, a Gestapo captura várias centenas de reféns que ameaça executar. Entre eles, o professor Novotny, pai de Mascha. Eles serão mortos, a menos que o assassino se entregue.

## Elenco
Segue abaixo a tabela do elenco.
| Ator                         | Personagem                | Detalhes               |
| ---------------------------- | ------------------------- | ---------------------- |
| Brian Donlevy                | Doutor Franticek Svoboda  | Karel Vanek, assassino |
| Walter Brennan               | Professor Stephan Novotny |                        |
| Anna Lee                     | Masha Novotny             |                        |
| Gene Lockhart                | Emil Czaka                | Colaborador            |
| Dennis O'Keefe               | Jan Horak                 |                        |
| Alexander Granach            | Alois Gruber              |                        |
| Margaret Wycherly            | Ludmilla Novotny          |                        |
| Nana Bryant                  | Hellie Novotny            |                        |
| Billy Roy                    | Beda Novotny              |                        |
| Hans Heinrich von Twardowski | Reinhard Heydrich         |                        |
| Alexander Granach            | Alois Gruber              | Inspetor da Gestapo    |
| Tonio Selwart                | Kurt Haas                 | Chefe da Gestapo       |
| Jonathan Hal                 | Dedic                     |                        |
| Lionel Stander               | Banya                     |                        |
| Sarah Padden                 | Georgia Dvorak            |                        |
| Edmund MacDonald             | Doutor Pillar             |                        |